# Lomas del Texcal
Lomas del Texcal är en ort i Mexiko.   Den ligger i kommunen Jiutepec och delstaten Morelos, i den sydöstra delen av landet, 60 km söder om huvudstaden Mexico City. Lomas del Texcal ligger 1 419 meter över havet och antalet invånare är 301.
Terrängen runt Lomas del Texcal är kuperad åt nordost, men åt sydväst är den platt. Runt Lomas del Texcal är det mycket tätbefolkat, med 1 361 invånare per kvadratkilometer. Närmaste större samhälle är Cuernavaca, 10,5 km väster om Lomas del Texcal. Omgivningarna runt Lomas del Texcal är en mosaik av jordbruksmark och naturlig växtlighet.